# Требостовський потік
Требостовський потік (словац. Trebostovský potok) — річка в Словаччині, ліва притока Турця, протікає в окрузі Мартін.
Довжина приблизно 11.2-11.3 км. Витік знаходиться в масиві Мала Фатра — частина Лучанська Фатра; схил гори Горна Лука) — на висоті близько 1170 метрів. Протікає територією сіл Требостово і Турчянски Петер. Впадає Петерський потік.
Впадає у Турець на висоті приблизно 405—410 метрів.